# GameMonkey
GameMonkey Script является небольшим, кросс-платформенным скриптовым языком, предназначенным для встраивания в игры. GameMonkey во многом похож на язык программирования Lua, за исключением того, что синтаксис GameMonkey более близок синтаксису языка программирования C.
Особенности GameMonkey:
- кросс-платформенная библиотека;
- C-подобный синтаксис;
- малый объём занимаемой интерпретатором памяти (~50кб);
- «мягкий», инкрементальный сборщик мусора реального времени (не на основе счётчика ссылок)
- встроенная многопоточность;
- полная реализация состояний;
- лёгкость связывания с кодом на C/C++;
- поддержка отладчика (в поставку включен отладчик).

Подобно Lua, основной структурой данных в GameMonkey Script является таблица. Таблицы позволяют имитировать другие структуры данных, такие, как массивы, множества, словари, списки и записи. Кроме того, их можно использовать в качестве замены пространств имён или классов с методами и свойствами.
GameMonkey Script был создан в 2002 Мэтью Риком (Matthew Riek) и Грегом Дугласом (Greg Douglas) как часть проекта с закрытым исходным кодом для компании Auran. Однако 12 июня 2003 Auran разрешила публикацию всего исходного кода GameMonkey под лицензией MIT. В настоящий момент скриптовый язык используется как в коммерческих, так и в любительских проектах на широком диапазоне платформ: PC с ОС Windows и несколькими дистрибутивами Linux, Apple Mac, Microsoft Xbox, Sony PlayStation 2, PlayStation 3, Nintendo GameCube, Nintendo DS и Nintendo Wii.